# Mono no aware

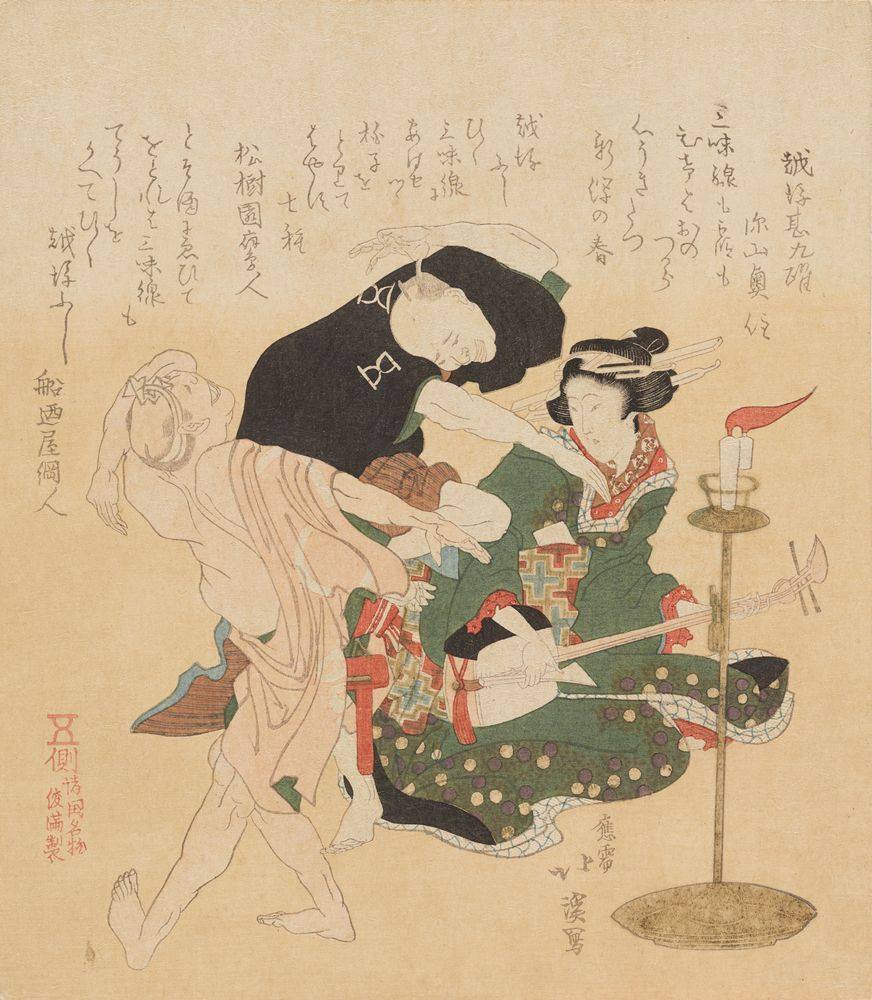
Japanischer Farbholzschnitt, der die Vergänglichkeit, die unbeständige Schönheit und den Lauf der Zeit zeigt und somit „ein Spiegelbild“ von mono no aware ist.

Mono no aware (japanisch: 物の哀れ) ist ein zentrales ästhetisches Konzept der japanischen Kultur, das tief in Shinto- und buddhistischen Glaubensvorstellungen verwurzelt ist. Es beeinflusst die Wahrnehmung der Welt und die Wertschätzung von Kunst und Literatur und ist ein wichtiger Aspekt der japanischen Identität.
Der Begriff beschreibt die Vergänglichkeit der Dinge und die damit verbundene sanfte Melancholie sowie das tiefe Empfinden von Schönheit und Traurigkeit. Es ist eines der zentralen Konzepte der japanischen Kunst, Literatur und Philosophie.

## Etymologie und Bedeutung
Der Ausdruck leitet sich vom japanischen Zeichen mono (物) ab, was „Ding“ bedeutet, dem Partikel no, was „von“ bedeutet, und dem Wort aware (哀れ), das in der Heian-Zeit ein Ausdruck gemessener Überraschung war (ähnlich wie „ah“ oder „oh“), was in etwa mit „Pathos“, „Ergreifung“, „tiefes Gefühl“, „Sensibilität“ oder „Bewusstsein“ übersetzt werden kann. Der Begriff Mono no aware wurde bereits mehrfach übersetzt, beispielsweise mit „Pathos der Dinge“ und „Empfindsamkeit der Dinge“. Auch der lateinische Ausdruck lacrimae rerum wurde herangezogen.
Die Bedeutung des Ausdrucks mono no aware ist vielschichtig und hat sich im Laufe der Zeit gewandelt. Grundsätzlich bezieht er sich auf ein „Pathos“ (aware) der „Dinge“ (mono), das sich aus ihrer Vergänglichkeit ergibt. In der klassischen Anthologie japanischer Poesie aus dem achten Jahrhundert, Manyōshū, wird das Gefühl von aware typischerweise durch die klagenden Rufe von Vögeln oder anderen Tieren ausgelöst. Auch im ersten Roman der Welt, Murasaki Shikibus Genji monogatari (Das Märchen von Genji) aus dem frühen elften Jahrhundert, spielt es eine wichtige Rolle.
Aufgrund des buddhistischen Einflusses in Japan wurde der Ausdruck auch mit Anicca in Verbindung gebracht, einem der Drei Daseinsmerkmale des Buddhismus, das bedeutet dass alles dem Wandel unterworfen und nichts von ewigem Bestand ist.
Im Laufe der Zeit entwickelte sich die Bedeutung zu einem Bewusstsein für die Vergänglichkeit des Lebens und der Dinge, das von einer sanften, aber tief empfundenen Melancholie begleitet wird.
Der Begriff hat einen allmählichen Bedeutungswandel erfahren, obwohl er „von Anfang an ein Gefühl besonderer Art darstellte: ‚nicht eine mächtige Woge der Leidenschaft, sondern eine Emotion, die ein Gleichgewicht enthält...‘“.

## Geschichte
Der Schlüsselbegriff „mono no aware“ ist ein zentrales Element der japanischen Kultur. Seine Wurzeln reichen bis in die Heian-Zeit (794–1185) zurück, die maßgeblich die japanische Ästhetik prägte. Während dieser Zeit entwickelte sich der Begriff von einer einfachen Bezeichnung für Empfindsamkeit zu einem tieferen Bewusstsein für die Vergänglichkeit des Lebens und der Dinge, begleitet von einer sanften Melancholie. In der aristokratischen Gesellschaft der Heian-Zeit galt das Verständnis von „mono no aware“ als Zeichen von Bildung und Kultiviertheit.
Die Heian-Zeit stellt die primäre Ära für die Entstehung und Kultivierung der Sensibilität dar, die mit „mono no aware“ assoziiert wird. Die Heian-Zeit ist für ihre aristokratische Verfeinerung und die Blüte von Kunst und Literatur bekannt. In dieser Periode konnten ästhetische Werte kultiviert werden. Die Aristokratie und das höfische Leben spielten eine bedeutende Rolle bei der Verfeinerung und Wertschätzung dieser Sensibilitäten. Das Verständnis von „mono no aware“ war in dieser Zeit für gebildete Männer in der aristokratischen Gesellschaft nahezu obligatorisch. Bereits in der frühen Literatur der Heian-Zeit findet sich „Aware“ als ausrufender Partikel, der tiefe Emotionen in Gemeinschaft mit der flüchtigen Schönheit ausdrückt, wie in den Werken Genji Monogatari und der Gedichtsammlung Man'yōshū. Die Entstehung von „mono no aware“ im verfeinerten Kontext des Heian-Hofes deutet darauf hin, dass es sich zunächst um ein ästhetisches Ideal der Elite handelte, das möglicherweise ihre privilegierte Position widerspiegelte, die Subtilitäten des Lebens und der Natur zu beobachten und zu schätzen.
Mono no aware ist auch ein Konzept der traditionellen Literaturkritik Japans, das zu den bekanntesten seiner Art gehört. Das Konzept wurde im 18. Jahrhundert von dem japanischen Gelehrten Motoori Norinaga (1730–1801) systematisiert und als zentrales Merkmal der klassischen japanischen Literatur herausgestellt. Besonders in der Genji Monogatari („Die Geschichte vom Prinzen Genji“), einem bedeutenden Werk der Heian-Zeit (794–1185), sieht Norinaga eine meisterhafte Darstellung von mono no aware. Norinaga kritisierte den übermäßigen Rationalismus des Konfuzianismus und argumentierte, dass wahre Ästhetik und Weisheit aus einem tiefen Mitgefühl für die Welt und ihre Vergänglichkeit entstehen. Diese Idee beeinflusste maßgeblich die japanische Kunst und Literatur bis in die Moderne.
Norinaga betont in diesem Zusammenhang, dass das Gefühl von mono no aware so tiefgreifend sein kann, dass Anspielungen auf die Sinne, wie etwa „das Geräusch des Windes oder der Grillen, die Farbe der Blumen oder des Schnees“, den einzig treffenden Ausdruck darstellen. Der japanische Schriftsteller und Nobelpreisträger Yasunari Kawabata (1899–1972) war ein bedeutender moderner Befürworter von mono no aware.

## Auswirkungen auf die Kunst und Literatur
Mono no aware ist in vielen klassischen Werken der japanischen Literatur und Kunst präsent.
Die japanische Kultur ist in hohem Maße von dem Motiv der Vergänglichkeit geprägt, welches sich in verschiedenen Kunstformen widerspiegelt. In der japanischen Dichtung manifestiert sich diese Auffassung insbesondere in Haiku- und Tanka-Gedichten, die oft die Schönheit vergänglicher Momente einfangen, wie etwa fallende Kirschblüten oder einen herbstlichen Sonnenuntergang. Auch im traditionellen Theater, insbesondere in den Formen des Nō- und Kabuki-Theaters, spielt die Vergänglichkeit eine zentrale Rolle und spiegelt sich in den Themen und Darstellungen wider. In der Malerei und der japanischen Kalligrafie (Shodō) werden häufig natürliche Szenen dargestellt, die die Flüchtigkeit des Augenblicks betonen und eine ästhetische Wertschätzung für das Vergängliche zum Ausdruck bringen. Dieses Motiv setzt sich auch in der modernen Literatur und im Film fort: In Werken wie den Filmen von  Yasujiro Ozu oder den Romanen von Haruki Murakami wird die emotionale Resonanz auf die Schönheit der Welt und ihre Vergänglichkeit aufgegriffen und eine zeitgenössische Perspektive verliehen. Das Thema der Vergänglichkeit zieht sich wie ein roter Faden durch die verschiedenen Ausdrucksformen der japanischen Kunst und Kultur.

### Wertschätzung der Natur

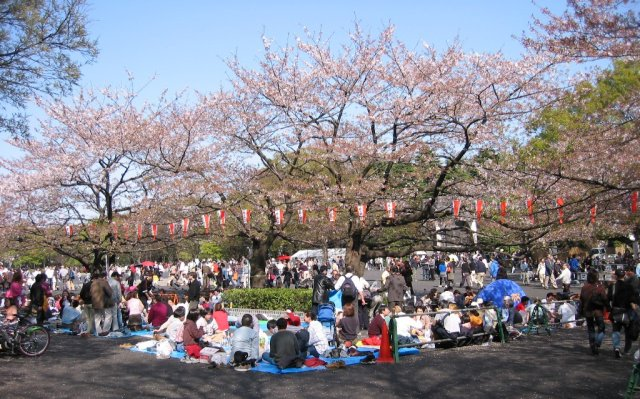
Kirschblütenfest in Ueno (Tokio)

„Mono no Aware“ hat einen tiefgreifenden Einfluss auf die kulturelle Praxis der Kirschblütenbetrachtung (Hanami), die fest in der japanischen Kultur verwurzelt ist. Bei diesem jährlichen Ereignis wird sowohl die visuelle Ästhetik der Blüten als auch ihre Vergänglichkeit gewürdigt. Die in der japanischen Kultur so geschätzte Natur der Kirschblüten (Sakura) zeichnet sich durch ihre kurze Blütezeit aus, die typischerweise nur etwa eine Woche andauert. Die Vergänglichkeit steigert die Wertschätzung ihrer zarten Schönheit und verkörpert perfekt die Essenz von „Mono no Aware“.

### Keramik

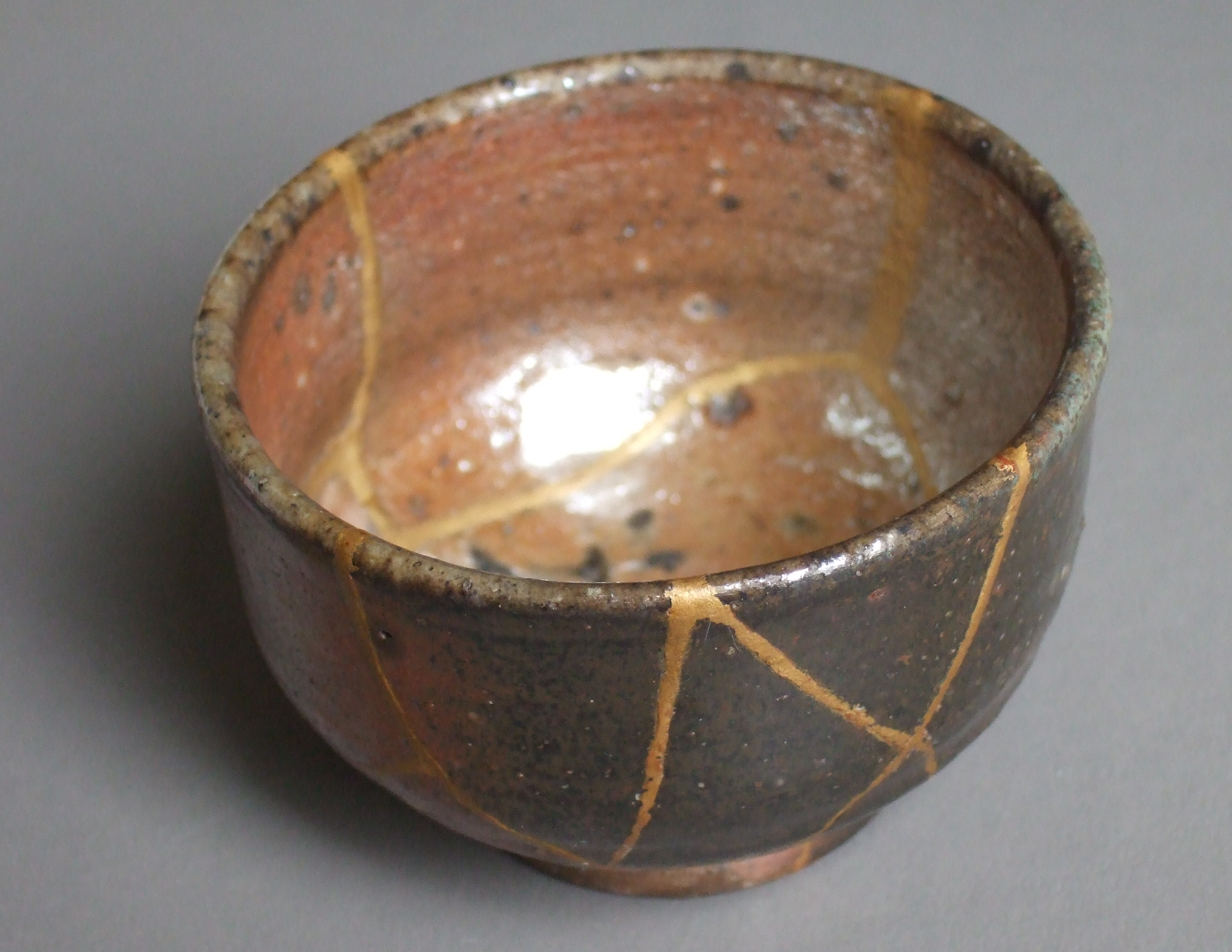
Ein Kintsugi-Beispiel auf einer Schale

Die Kunst des Kintsugi, bei der zerbrochene Keramik mit einer Lackschicht repariert wird, die mit Gold-, Silber- oder Platinpulver vermischt ist, hebt den Schaden hervor und würdigt die Geschichte und Vergänglichkeit des Objekts. Dies entspricht den Prinzipien von „Mono no Aware“ und Wabi-Sabi. Die Formen, Farben (oft gedämpft) und Texturen (manchmal rau) japanischer Keramiken, insbesondere solcher, die mit der Teezeremonie in Verbindung stehen, können ein Gefühl von „Mono no Aware“ hervorrufen. "Mono no Aware" ist ein japanischer Ausdruck, der Einfachheit, Natürlichkeit und die Schönheit der Unvollkommenheit beschreibt.

### Beispiele in der japanischen Kultur
- Herbstlaub (Momiji): Die leuchtenden Herbstfarben sind ebenfalls ein häufiges Symbol für mono no aware.
- Vergängliche Begegnungen (Ichi-go ichi-e): Dieses Prinzip aus der Teezeremonie betont, dass jede Begegnung einzigartig und unwiederholbar ist.

### Beispiele in der zeitgenössischen Kultur
Auch in der modernen japanischen Popkultur finden sich zahlreiche Anspielungen auf mono no aware. Anime, Manga und Filme greifen häufig die melancholische Schönheit vergänglicher Momente auf. Werke von Studio Ghibli, insbesondere Mein Nachbar Totoro und Chihiros Reise ins Zauberland, spiegeln diese Sensibilität wider.
Die Kurzgeschichte Mono no Aware des Science-Fiction-Autors Ken Liu wurde 2013 mit dem Hugo Award für die beste Kurzgeschichte ausgezeichnet. Inspiriert von Werken wie dem Science-Fiction-Manga Yokohama Kaidashi Kikō wollte Liu eine „Ästhetik“ heraufbeschwören, die vor allem darauf abzielt, im Leser „Empathie für das unvermeidliche Vergehen aller Dinge zu wecken“ und „die Bedeutung der Erinnerung und der Kontinuität mit der Vergangenheit“ anzuerkennen.

#### Manga
Der Manga "Yokohama Kaidashi Kikou" regt Empathie für das unvermeidliche Vergehen aller Dinge in einer postapokalyptischen Welt an. Auch die Anime-Produktionen "Only Yesterday" und "Mai Mai Miracle" betonen sanft das Vergehen der Zeit. Es lassen sich einige bemerkenswerte Manga-Künstler ausmachen, die Erzählstile im Sinne von "Mono no Aware" verwenden. Hierzu zählen Hitoshi Ashinano, Kozue Amano und Kaoru Mori. Ihre Werke zeichnen sich oft durch eine ruhige Innenschau und die Darstellung der Ästhetik des Ephemeren aus. Themen wie die vergängliche Jugend, das Verblassen von Romantik und der Wechsel der Jahreszeiten, die für "Mono no Aware" von zentraler Bedeutung sind, werden in diesen modernen Erzählformen häufig untersucht. "Mono no Aware" ist eine relevante und einflussreiche Ästhetik in modernen japanischen visuellen Erzählungen. Anime und Manga nutzen häufig die genannten Themen, um emotional resonante Geschichten zu schaffen. Diese erkunden die Schönheit und Melancholie der Unbeständigkeit und sprechen das Publikum auf einer tiefen emotionalen Ebene an.

#### Film
Akira Kurosawas Bilanz eines Lebens und Shohei Imamuras Schwarzer Regen wurden mit dem Begriff Mono no aware in Verbindung gebracht.
In den 1970er Jahren wurde der Begriff „mono no aware“ von der japanischen und englischen Filmkritik aufgegriffen, wobei der japanische Regisseur Yasujirō Ozu besonders hervorgehoben wurde. Die Filme von Ozu Yasujirō, der oft als der „japanischste“ unter den japanischen Regisseuren gilt, sind eine Reihe von Übungen in der Vermittlung von „mono no aware“. Ozu gelingt es, die ursprüngliche Faszination für Objekte und ihr inneres Leben, zu wecken, indem er Gefühle oft durch die Darstellung der Gesichter von Dingen und nicht von Schauspielern ausdrückt. Ein Beispiel ist eine Vase, die in der Ecke eines mit Tatami-Matten ausgelegten Zimmers steht, in dem ein Vater und seine Tochter schlafen. Ein weiteres Beispiel sind zwei Väter, die in einem japanischen Trockengarten (Kare-san-sui) die Felsen betrachten, wobei ihre Haltung die Formen der Steine widerspiegelt. Auch ein Spiegel, in dem sich die Abwesenheit der Tochter spiegelt, die gerade nach ihrer Heirat das Haus verlassen hat, ist ein Bild, das das Pathos der Dinge ebenso kraftvoll zum Ausdruck bringt wie der Gesichtsausdruck des größten Schauspielers. Ozu war dafür bekannt, dass er ein Gefühl von „mono no aware“ erzeugte, das häufig darin gipfelte, dass eine Figur sehr zurückhaltend „Ii tenki desu ne?“ sagte. (いい天気ですね, „Schönes Wetter, nicht wahr?“), nach einem familiären und gesellschaftlichen Paradigmenwechsel, etwa der Verheiratung einer Tochter, vor dem Hintergrund eines sich rasch verändernden Japans.

## Vergleich mit westlichen Konzepten
Während westliche Konzepte der Vergänglichkeit oft mit Tragik oder einem linearen Fortschrittsdenken verbunden sind, sieht mono no aware die Vergänglichkeit als integralen Bestandteil der Schönheit des Lebens. Es ähnelt in gewisser Weise der romantischen Vorstellung der „Sehnsucht“ oder dem buddhistischen Prinzip des „Anicca“ (Unbeständigkeit), hat aber eine spezifisch japanische emotionale Färbung.
Ivan Morris, Experte für Die Geschichte vom Prinzen Genji (Genji Monogatari), beschreibt in The World of The Shining Prince einen grundlegenden Unterschied zwischen der japanischen und der europäischen Kultur. Er vergleicht dazu die Ausdrücke mono no aware und memento mori, die jeweils zwei unterschiedliche Paradigmen widerspiegeln. Der wesentliche Unterschied liegt in der Betonung. Das Christentum erinnert uns zwar an die Vergänglichkeit und Eitelkeit (Vanitas) weltlicher Dinge, geht in der Regel jedoch nicht weiter auf das Thema ein, sondern betont lieber die Dichotomie zwischen Sünde und Tugend. Der japanische Buddhismus hingegen beschäftigt sich mit der vergänglichen Natur der Phänomene der weltlichen Welt. Während mono no aware in der resignativen Beschreibung und Kontemplation verharrt, fordert memento mori zum Handeln auf und ermutigt so zur Nutzung der momentanen Zeit.

## Ähnliche Begriffe in verschiedenen Kulturen
"mono no aware" ist ein Konzept, das tief in der japanischen Kultur verwurzelt ist. Es gibt jedoch auch in anderen Kulturen und Philosophien mehrere verwandte Konzepte, die Aspekte des Verständnisses der Vergänglichkeit und der damit verbundenen Gefühle widerspiegeln. Der lateinische Ausdruck "lacrimae rerum", der "die Tränen der Dinge" bedeutet, wurde im Zusammenhang mit "mono no aware" angeführt. Dies weist auf ein gemeinsames Gefühl für das der materiellen Welt innewohnende Pathos hin. Das Konzept von "Ubi sunt", ein weiterer lateinischer Ausdruck, der "Wo sind sie?" bedeutet, reflektiert über die Vergänglichkeit des Lebens und der Schönheit, ähnlich wie das zugrundeliegende Bewusstsein in "mono no aware". Der japanische Begriff mottainai, der das Bedauern über Verschwendung ausdrückt, kann mit der Wertschätzung der Dinge aufgrund ihrer Vergänglichkeit in Verbindung gebracht werden. Eine weitere japanische Ästhetik, Wabi-Sabi, umfasst die Unvollkommenheit und Unbeständigkeit und findet die Schönheit im natürlichen Zyklus von Wachstum und Verfall. Sie teilt den Schwerpunkt auf die Vergänglichkeit mit "mono no aware", betont jedoch stärker die Unvollkommenheit. Begriffe wie Weltschmerz und Sehnsucht, die die melancholischen Aspekte der Vergänglichkeit aufgreifen, sind in der deutschen Sprache verankert. Auch die   Wehmut, ein Gefühl zarter Traurigkeit und der Sehnsucht nach einer schöneren Vergangenheit, die Quell bitter-süßer Freude ist, ist integraler Bestandteil der deutschen Kultur. Das portugiesische Wort saudade beschreibt ein Gefühl der nostalgischen Sehnsucht nach etwas oder jemandem, den man einst schätzte, oft mit einem Hauch von Melancholie, der mit der sanften Traurigkeit von "mono no aware" einhergeht. Auch die Begriffe Melancholie und Vanitas, die beide die Vergänglichkeit der irdischen Freuden betonen, weisen thematische Ähnlichkeiten auf. Das nahöstliche Sprichwort "Auch das wird vergehen" verdeutlicht ebenfalls die Vergänglichkeit aller Dinge und stimmt somit mit dem Kernverständnis der Vergänglichkeit in "mono no aware" überein.

### Zen-Buddhismus
Mono no aware spielt im Zen-Buddhismus eine bedeutende Rolle. Es verbindet die Vergänglichkeit und die Schönheit des Lebens mit zentralen Prinzipien wie Achtsamkeit und Akzeptanz. Die folgenden Aspekte sind von besonderer Relevanz:
- Vergänglichkeit und Leere: Zen-Buddhismus betont das Konzept der „Leere“ (Shunyata), das die Vergänglichkeit aller Dinge anerkennt. Mono no aware ergänzt dies, indem es die emotionale Resonanz auf diese Vergänglichkeit hervorhebt, etwa durch die Wertschätzung flüchtiger Momente wie Kirschblüten.
- Achtsamkeit im Augenblick: Mono no aware fördert die bewusste Wahrnehmung des gegenwärtigen Moments, ein zentrales Element der Zen-Praxis. Dies zeigt sich in der Meditation (Zazen) und Naturbeobachtung, bei denen Schönheit und Wandel bewusst erlebt werden.
- Ästhetik und Akzeptanz: Beide Konzepte betonen die Schönheit in der Unbeständigkeit. Zen-Kunst, wie etwa Gartenbau (Kare-san-sui) oder Kalligraphie (Shodō) reflektiert diese Philosophie durch einfache, vergängliche Formen, die mono no aware verkörpern.

Insgesamt verbindet mono no aware Zen-Buddhismus mit einer emotionalen Dimension, indem es Vergänglichkeit nicht nur akzeptiert, sondern als Quelle von Schönheit und Weisheit betrachtet.

### Übersicht- und Vergleichstabelle zu den ähnliche Begriffe in verschiedenen Kulturen.
| Begriff                   | Kultur        | Ähnlichkeiten zu „mono no Aware“                                    |
| ------------------------- | ------------- | ------------------------------------------------------------------- |
| Anicca                    | Buddhismus    | Prinzip der Unbeständigkeit aller Dinge.                            |
| „Auch dies wird vergehen“ | Nahost        | Betont die Flüchtigkeit aller Zustände.                             |
| Han                       | Koreanisch    | Komplexes Gefühl von Trauer und Bedauern.                           |
| Melancholie               | Universal     | Zustand tiefer Traurigkeit.                                         |
| Lacrimae rerum            | Latein        | „Die Tränen der Dinge“, Ausdruck für die Tragik der Welt.           |
| Mottainai                 | Japanisch     | Bedauern über Verschwendung, Wertschätzung für Dinge.               |
| Saudade                   | Portugiesisch | Melancholische Sehnsucht nach etwas Verlorenem.                     |
| Sehnsucht                 | Deutsch       | Inniges Verlangen nach Personen, Sachen, Zuständen oder Zeitspannen |
| Ubi sunt                  | Latein        | „Wo sind sie?“, beklagt das Verschwinden von Menschen und Dingen.   |
| Vanitas                   | Europäisch    | Symbolisiert die Vergänglichkeit des Lebens.                        |
| Wabi-sabi                 | Japanisch     | Ästhetik der Schönheit in Unvollkommenheit und Vergänglichkeit.     |
| Weltschmerz               | Deutsch       | Leiden an der Welt, idealistische Sehnsucht.                        |